# Gliese 12
Gliese 12 (GJ 12) è una stella nana rossa di magnitudine 12,6 situata nella costellazione dei Pesci che dista circa 40 anni luce dal sistema solare. Nel 2014 è stato scoperto un esopianeta in transito attorno ad essa.

## Caratteristiche fisiche
La stella è una nana rossa di sequenza principale, grande circa un quarto del Sole, avendo raggio e massa attorno al 25% di esso. La temperatura media è di circa 3296 K.

## Sistema planetario
Nel maggio del 2024 sono stati pubblicati due studi indipendenti che, mediante il metodo dei transiti, confermavano l'esistenza di un esopianeta, Gliese 12 b, di dimensioni simili alla Terra e a  Venere, con un periodo orbitale di 12,8 giorni. La sua massa è circa il 95% di quella della Terra.
Gliese 12 b orbita leggermente più all'interno del bordo minimo della zona abitabile della sua stella, ricevendo un'insolazione compresa tra quelle della Terra e di Venere, facendo prevedere una temperatura di equilibrio, assumendo albedo zero, di 315 K (42 °C), che, l'eventuale presenza di un'atmosfera aumenterebbe.
Per questo, Gliese 12 b, insieme ai pianeti di TRAPPIST-1, è uno dei pianeti extrasolari, relativamente temperati, più vicini conosciuti, e quindi è un obiettivo promettente per il telescopio spaziale James Webb per determinare la presenza di un'atmosfera.

### Prospetto del sistema
Di seguito un prospetto del sistema planetario, con l'unico pianeta noto.
| Pianeta | Tipo        | Massa              | Raggio   | Periodo orb.   | Sem. maggiore      | Eccentricità | Incl. orbita         | Scoperta |
| ------- | ----------- | ------------------ | -------- | -------------- | ------------------ | ------------ | -------------------- | -------- |
| b       | Super Terra | 0,95+0,26 −0,27 M⊕ | 0,904 R⊕ | 12,7614 giorni | 0,0668 ± 0,0024 UA | 0,25         | 89,194+0,059 −0,052° | 2024     |